# Bonngasse
La Bonngasse est une rue du centre-ville de Bonn en Allemagne. 

## Situation et accès
Elle relie la Sternstrasse et la Bertha-von-Suttner-Platz et croise la Friedrichstraße. Entre celle-ci et la place Suttner se trouve du côté est la Beethoven-Haus et à côté de la Haus Im Mohren. Entre les Sternstraße et Friedrichstraße se dresse le nom de l'église du Saint-Nom-de-Jésus (côté est de Bonngasse). Depuis 2005, des panneaux de verre illuminés sont intégrés au trottoir de Bonngasse, formant le « Walk of Fame » de Bonn.

## Origine du nom
Il y a deux explications concevables au nom quelque peu inhabituel de cette voie (puisqu'en général, aucune ville ne donne son nom à une rue) :
- un contraste délibéré avec l'extension de la Kölnstraße (de) menant à Cologne
- une corruption du nom Bovengasse (nom obsolète pour Obere Gasse/Obengasse).

## Source, notes et références
- (de) Cet article est partiellement ou en totalité issu de l’article de Wikipédia en allemand intitulé « Bonngasse » (voir la liste des auteurs).

1. ↑  Karl Gustaf Andresen (de) : Über deutsche Volksetymologie, Heilbronn 1883